# Johnny Griffin
Johnny Griffin (Chicago, 24 april 1928 – Availles-Limouzine, 25 juli 2008) was een Amerikaans jazzsaxofonist.
Hij debuteerde als tenorsaxofonist begin jaren 40 in Lionel Hamptons Jazzorkest. Na achtereenvolgens onder andere te hebben gespeeld bij Art Blakeys Jazzmessengers, the Thelonious Monk Sextet, Clark Terry en the Nat Adderley Quintet brak hij in 1956 door als solist, met de Blue Note lp “Introducing Johnny Griffin”. Nog geen jaar later maakte hij voor hetzelfde label samen met John Coltrane de plaat “A Blowing Session”. Spoedig daarna emigreerde hij naar Europa en was al snel een van de meest gevraagde Amerikaanse jazzmusici op beroemde jazzpodia als Londens Ronnie Scotts Jazzclub. Zowel in Europa als in de VS vierde hij ook in de decennia daarna grote successen, en werkte hij met jazzgiganten van beide continenten, zoals Quincy Jones, Rita Reys, Slide Hampton, Stan Getz en Toots Thielemans. In 2008 vierde hij zijn tachtigste verjaardag, en verscheen zijn officiële biografie “Little Giant: The Story of Johnny Griffin” (Northway, 2008). Niet lang daarna overleed hij in zijn huis in Availles-Limouzine, waar hij de afgelopen 24 jaar gewoond had.

## Discografie
- Introducing Johnny Griffin, with Wynton Kelly, Curly Russell & Max Roach, 1956 (Blue Note)
- A Blowing Session, with Hank Mobley, John Coltrane, Wynton Kelly, Paul Chambers & Art Blakey, 1957 (Blue Note)
- The Congregation, with Sonny Clark, Paul Chambers & Kenny Dennis, 1957
- Johnny Griffin Sextet, 1958 (Riverside)
- The Little Giant, met Blue Mitchell, Julian Priester, Wynton Kelly, Sam Jones, Tootie Heath, 1959 (Riverside)
- The Big Soul Band, 1960 (Riverside)
- John Griffin’s Studio Jazz Party, 1960 (Riverside)
- Change of Pace, 1961
- The Kerry Dancers, 1961
- Tough Tenor Favourites, 1962 (Riverside)
- Grab This!, 1963
- Do Nothing 'Til You Hear From Me, 1963 (Riverside)
- The Man I Love, 1967 (Black Lion)
- Jazz Undulation, met Dexter Gordon, Hampton Hawes, Jimmy Woode, Kenny Clarke, 1969
- Doldinger Jubilee '75 met Klaus Doldinger, Les McCann, Philip Catherine, Buddy Guy, Pete York e.a.
- Return of the Griffin met Ronnie Mathews, Ray Drummond & Keith Copeland, 1978
- Bush Dance, 1978
- Birds and Ballads (1978)
- Great Encounters, 1979 (met Dexter Gordon). Winnaar Edison in de jazzcategorie.
- Live / Autumn Leaves, 1980 (Verve)
- Tenors Back Again! met Eddie Lockjaw Davis, 1984 (Storyville)
- Three Generations of Tenor Saxophone met Sal Nistico & Roman Schwaller, 1985
- Have you met Barcelona, met Ben Sidran, 1986
- The Cat, 1990 (Antilles)
- In and Out, 1999 (Dreyfus)
- Johnny Griffin and Steve Grossman Quintet, 2000 (Dreyfus)
- White Gardenia, 2001